# Il nemico ci ascolta
(Ollio, rivolgendosi ad un ritratto raffigurante Hitler)
Il nemico ci ascolta (Air Raid Wardens) è un film del 1943 diretto da Edward Sedgwick con Stanlio e Ollio.

## Trama
Stanlio e Ollio sono due venditori in un negozio di biciclette. Stanno però per essere cacciati, poiché un nuovo proprietario sta per rilevare il locale; l'uomo offre loro di entrare in società per vendere insieme biciclette e radio. Il loro socio in realtà fa parte di un gruppo di spie naziste, ed è interessato ad appropriarsi del negozio solo come copertura per il suo piano criminale: lo smantellamento di una fabbrica di magnesio.
Nel frattempo, Stanlio e Ollio vengono ingaggiati dal loro amico Dan Madison come guardie a difesa dell'aeronautica militare, insieme ad altri cittadini, per salvaguardare il paese durante la guerra, ma dopo vari guai combinati anche ai danni dei propri colleghi e dopo ennesimi disastri, vengono sollevati dall'incarico. Tornati al loro negozio, scoprono all'interno di esso l'attività delle spie, e senza avvisare nessuno per scetticismo, le seguono nascondendosi nel bagagliaio della loro auto. Arrivati al nascondiglio, Stanlio e Ollio apprendono la vera identità del loro socio. Cercano di avvisare in qualche modo Dan dell'accaduto con un piccione viaggiatore, ma senza successo.
Dopo essere stati sorpresi dalle spie naziste, riescono comunque a mettere fuori causa la guardia ed a correre ad avvisare Dan del pericolo imminente. Non potendo farlo di persona, Ollio telefona a Dan fingendosi il capo dei vigili e lo avverte che la prova di soccorso programmata cambierà luogo per spostarsi alla fabbrica di magnesio con sbigottimento di tutti per il cambio di strategia e all'oscuro di quello che li attenderà, tutto ciò scordandosi però di informarli che il loro collega Middling è in realtà una spia e che potrebbe rilevarsi una grossa spina nel fianco per loro. Arrivati alla fabbrica, riescono finalmente a bloccare le spie.
Dan, ignaro del fatto che fosse stato lo stesso Ollio ad informarlo, viene a conoscenza del piano elaborato da quest'ultimo e si congratula con lui per l'esemplare lavoro svolto comunicandogli che hanno catturato tutte le spie grazie al loro intervento, ma Ollio, molto compiaciuto, gli risponde che all'appello manca infatti il loro socio del negozio di biciclette che nel trambusto era quasi riuscito a fuggire, venendo catturato e trascinato da Stanlio con la fune che avevano usato per trainare la loro auto verso la fabbrica.

## Curiosità
- È il primo dei due film che Stanlio e Ollio girarono per la MGM negli anni '40, il film va ricordato soprattutto per la presenza del loro vecchio collega del periodo Roach vale a dire l'attore Edgar Kennedy non presente in un loro film dal 1930 nel cortometraggio I ladroni. Un altro vecchio collega del periodo Roach è l'attore, regista e sceneggiatore Charley Rogers, qui presente come sceneggiatore.